# Called Subscriber Identification
Die Called Subscriber Identification (CSID) ist eine Zeichenkette, um den Empfänger eines Faxes zu identifizieren. Nach dem Empfang eines Faxes wird die CSID an das sendende Gerät übermittelt und dort in der Regel auf einem Display angezeigt.  Mit Hilfe der CSID ist es also möglich im Nachhinein nachzuvollziehen, dass das Fax an den korrekten Empfänger geschickt wurde. Gewöhnlich ist die Zeichenkette eine Kombination aus Fax- oder Telefonnummer sowie dem Namen des Senders. Oft ist die CSID mit der Transmitting Subscriber Identification (TSID) identisch.
Die CSID kann bereits in ein Faxgerät einprogrammiert sein oder über eine Faxsoftware festgelegt werden. Auch wenn die CSID ursprünglich ein Faxgerät eindeutig identifizierbar machen sollte, kann sie auch für andere Zwecke, etwa das automatische Routing von Verbindungen eingesetzt werden. Auf diese Weise ist es beispielsweise möglich, Faxe an verschiedene Netzwerkknoten oder E-Mail Adressen weiterzuleiten.